# Битва під Щелканово
Би́тва під Щелканово (31 березня (10 квітня) 1634 — 1 (11) квітня 1634) — епізод заключного етапу Смоленської війни. Запорізькі козаки гетьмана Тимофія Орендаренка, що воювали на боці Речі Посполитої та діяли на території Московії, у серії боїв завдали поразки великому московському загону воєводи Л. Бунакова, основу якого складали донські козаки.

## Передісторія

### Військо Запорозьке у Смоленській битві
Московський цар Михаїл Федорович розпочав війну проти Речі Посполитої, скориставшись «безкоролів’ям» після смерті Сигізмунда ІІІ. У жовтні 1632 30-тисячне московське військо воєводи М. Шеїна обложило Смоленськ, одночасно московити перейшли у наступ на Сіверщину. Лише у лютому 1633, після коронації новообраного короля Владислава IV, Річ Посполита почала масштабну мобілізацію регулярної армії. У вересні 1633 король особисто очолив 15-тисячний корпус, що прийшов на підмогу обложеному гарнізону Смоленська. Ще 12 тис. привів під Смоленськ гетьман Війська Запорозького Тимофій Орендаренко. Українські козаки також брали активну участь у боях на прикордонні між Лівобережною Україною та Московією. На цьому театрі діяло до 20 тис. реєстровців і нереєстровців під керівництвом наказних гетьманів Якова Острянина та Дорофія Дорошенка.
У жовтні 1633 польсько-литовському війську та запорожцям вдалось оточити московитів під Смоленськом. Цар почав збирати нову армію на підмогу Шеїну: збірними пунктами стали Можайськ, Калуга та Ржев. Тим часом, сили Речі Посполитої намагалися скувати ворога рейдами вглиб Московії. За свідченням бранденбурзького агента Вайнбера, «запорожці просили у короля призволу впасти у ворожий край — король згодивсь». Наприкінці листопада війська гетьмана Т. Орендаренка розбивають табір у 10 верстах від Дорогобужа, звідси ходять у походи на Вязьму, Ржеву, Білу, атакуючи невеликі загони московитів та уникаючи штурмів великих фортець.

### Козацький табір у Щелканово
10 (20) березня 1634 року козацький гетьман з основними силами вирушає до села Щелканово у Мещовському повіті, за 40 верст від Калуги, де розбиває новий табір — на великому пагорбі на північ від населеного пункту. У «острожці» біля Дорогобужа Орендаренко залишає десяту частину війська. Щелканово стає новою оперативною базою для запорозьких рейдів проти московитів. Так, наприкінці березня московські дворяни з полку князя Ф. Куракіна, що стояв у Калузі, скаржились царю на активність козаків:
| под Козельск, и под Мещеск, и под Перемышль приходили многие же литовские люди, и к городам приступали, и посады обожгли, и ныне стоят в Мещевском уезде, в селе Щелкалове, а воюют по самую Колугу.[2] |
20 (30) березня 1634 відбулась сутичка між козаками та московитами біля села Чертень поблизу Мосальська. Вже 22 березня (1 квітня) 1634 запорожці намагалися взяти приступом Мосальськ – добре укріплену московську (захоплену у Речі Посполитої) фортецю. Спроби штурму тривали впродовж цілого дня, але здобути місто не вдалося, гетьман відвів своє військо до табору у Щелканово. Приблизно у цей час до Орендаренка прибуває підмога: загін козацького полковника Тараса Федоровича, що раніше діяв у районі Путивля. Про його прибуття на допиті розповів захоплений московитами у полон польський шляхтич Павловський («пришел с Украйны из-за Путивля черкасский гетман Тарас и сошлись с Арендаренком вместе»).
Тим часом, московське командування готує похід з метою розгрому козацької бази. Проти запорожців висувається великий загін донських козаків на чолі з царським воєводою Леонтієм Бунаковим. 28 березня (7 квітня) 1634 він розбив табір на околиці Козельська – за 60 верст від Щелканово.

## Сили сторін

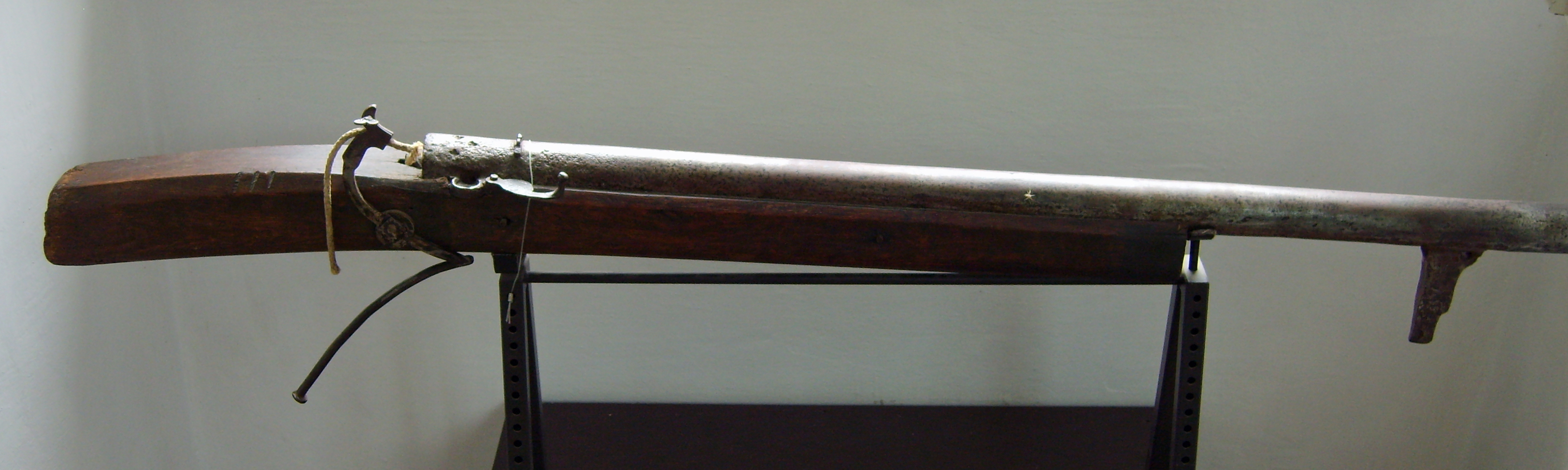
Гаківниця XVI ст.

Московити, спираючись на власні розвідувальні дані, оцінювали чисельність запорозького корпусу у 7 – 8 тис. вояків. Цифру 8 тис. назвав на допиті полонений шляхтич Павловський, більш точні свідчення надали під тортурами запорожці, захоплені у полон московськими роз’їздами: «осталось их с 7000, и в них многие больны, а конных ныне с черкасским гетманом с Тимошкою с 4000, а достальные пеши, а наряду с ними 10 пушек [...] больших и малых полковых». Полонені також розповіли, що Владислав IV заборонив гетьману «приступати» до московських міст, бо «хочет-де король с государем мириться» (вже 20 (30) квітня 1634 між Річчю Посполитою та Московією розпочнуться мирні переговори).
Німецький розвідник – найманець, що служив у полку Леслі на боці Московії – повідомляв, що у корпусі гетьмана Орендаренка у березні 1634 було 6 полків, у кожному з яких по 4 сотні, а у сотні – по 300 козаків (таким чином, загальна чисельність загону – 7,2 тис. вояків). Козацька артилерія, за його даними, налічувала 4 великі гармати і 4 «огнені» (імовірно, гаківниці). Кожну велику гармату тягнуло 8 коней. Запорожці вели рейдову війну та покладалися на маневреність, тож міркували про те, щоб покинути важкі гармати, – інформував німецький найманець. Чи зробили це – невідомо.

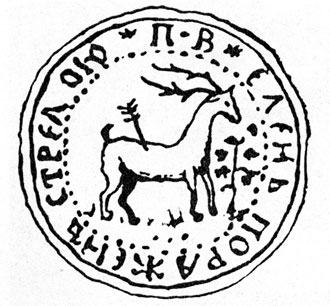
Печатка Війська Донського XVIІ ст.

Чисельність московського загону Леонтія Бунакова сам воєвода у звіті для царя оцінював у 8 тис. вояків. При цьому його гінець уточнював, що це приблизна цифра («де ныне с Левонтьем Бунаковым с 8000 человек, а подлинно не ведает, потому что списков у Левонтья им нет»). Московський командувач мав труднощі з управлінням військом, основу якого складали донські козаки, свої рішення він був змушений узгоджувати з авторитетними отаманами.
Донські та яїцькі козаки брали участь в облозі Смоленська та Стародуба в складі московської армії, здійснювали рейди на територію Великого князівства Литовського. У вересні 1633, з підходом до Смоленська регулярних військ Владислава IV і козаків Т. Орендаренка, становище московитів в облоговому таборі погіршилося. Частина донців, до яких доєдналися і солдати інших московських підрозділів, самовільно залишила табір М. Шеїна та відійшла до Рославля. Тут на чолі з отаманами І. Тесляєвим і А. Чертопрудом козаки вели бойові дії проти литовських загонів, паралельно піддаючи грабункам місцеве населення. У грудні цар Михаїл Федорович пробачив донцям «воровство» та повернув їх на службу, приславши їм свого воєводу І. Наумова, якого згодом замінив Л. Бунаков.

## Перебіг битви
30 березня (9 квітня) 1634 Бунаков з основними силами свого загону виступив у бік Щелканово, залишивши у Козельську «кіш», себто військовий табір. На наступний день донці атакували запорожців, які не очікували ворожого нападу, тому частина війська розміщувалась за межами укріпленого табору – у навколишніх селах. Московити розбили невеликі козацькі залоги, захопивши багато полонених («в трех деревнях литовских людей побили с двести человек и языки поимали»). Решта запорожців відступила до табору.

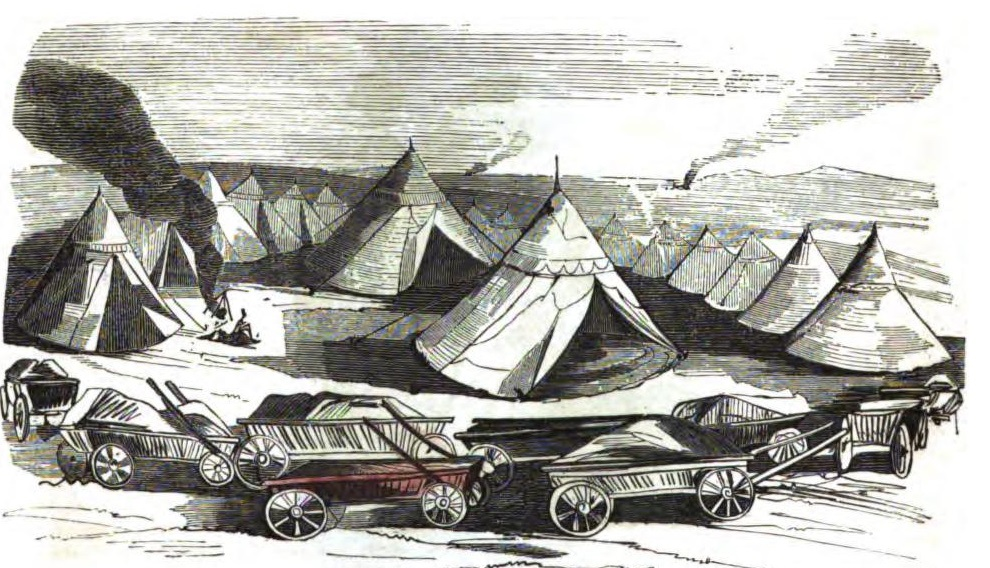
Табір запорозьких козаків

Проте у Щелканово перебувала лише частина війська Т. Орендаренка. 3-тисячний кінний загін на чолі з Тарасом Федоровичем гетьман відправив під Козельськ, дізнавшись про перебування там московитів. 1 (11) квітня 1634 на світанку козаки підступили до ворожого табору у Козельську. Зав’язався бій, в результаті якого запорожці захопили полонених, від яких дізналися про виправу основних московських сил до Щелканово («под Козельском с государевыми людьми был бой, и на бою литовские люди поимали языков и сведали, что Левонтий Бунаков с казаки пошли в Щелкалово»). Федорович негайно рушив на підмогу Орендаренку. Козаки здійснили форсований кінний марш, здолавши понад 60 км до кінця того ж дня (швидкість руху кавалерійського підрозділу зазвичай не перевищує 7 – 8 км за годину) та несподівано з’явившись у тилу московитів. Загін Бунакова, що тим часом штурмував запорозький табір, опинився між двох вогнів і був розсіяний. Запорожці звільнили всіх своїх полонених («на том бою донских казаков убили человек со сто и больше, и полон свой литовский черкасы отбили»), від повного розгрому донців врятувало настання темряви.
Рештки загону Бунакова відступили до Козельська та більше не брали участі у бойових діях проти українців.

## Подальші операції козаків на території Московії
3 (13) квітня 1634 московській розвідці стало відомо, що гетьман Тимофій Орендаренко, взявши з собою десяту частину війська, вирушив до табору Владислава IV біля Білої. Королю козацький ватажок передав знатних полонених, захоплений у бою під Щелканово, а також у попередніх рейдах на московські міста.
Тим часом, московити не полишили спроб ліквідувати козацьку базу на правому березі Угри. Князі Д. Пожарський і Д. Черкаський, що стояли у Можайську з 10-тисячним військом, відправили у похід проти козаків загін сотенного голови Т. Бєшеного. 3 (13) квітня 1634 відбувся бій біля Юхновського монастиря (за 20 верст від Щелканово), у якому московські вояки захопили в полон і стратили 30 запорожців. Того ж дня основні козацькі сили атакували загін Бєшеного на переправі через Угру біля села Нікола-Ленивець. Царські війська відступили, зазнавши великих втрат.

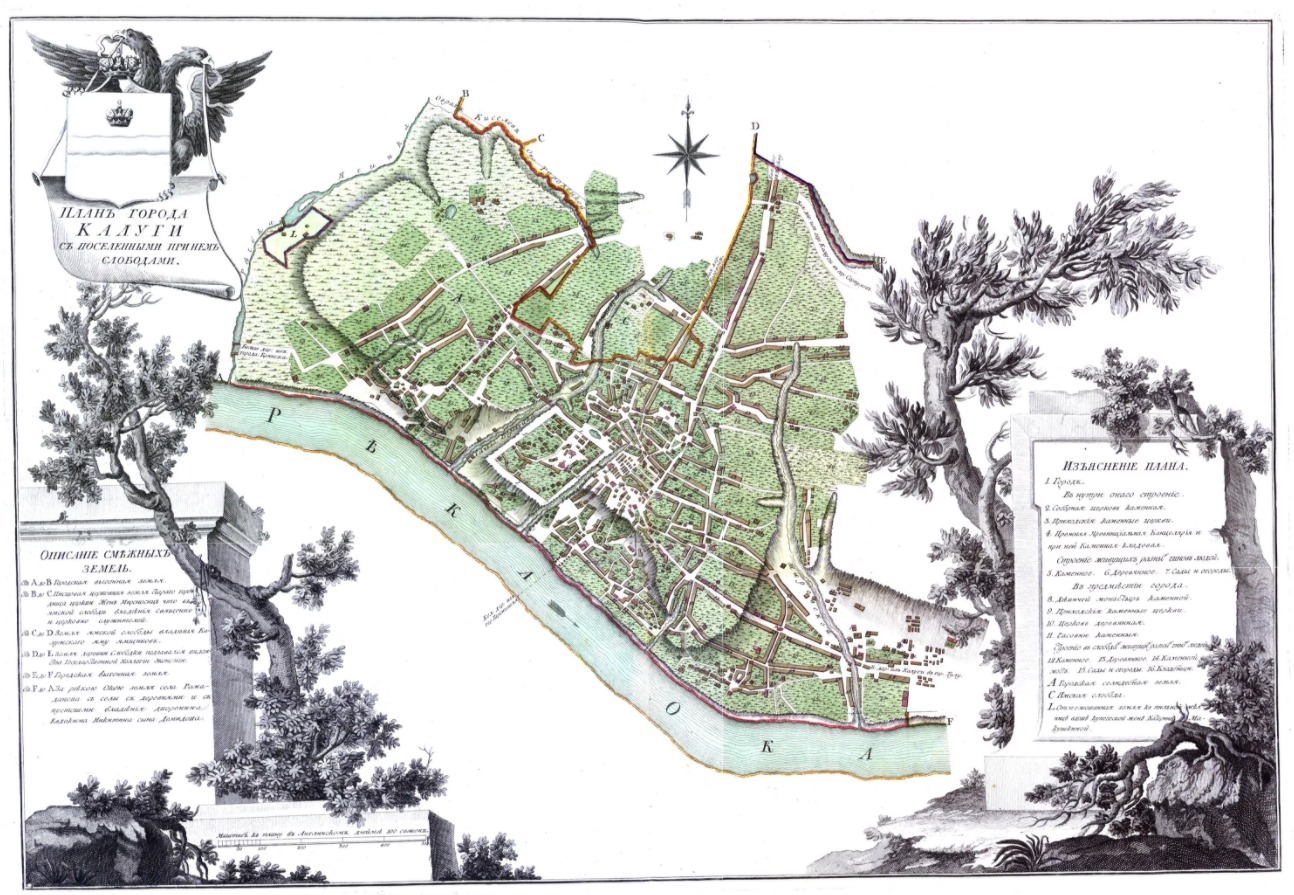
Калуга. План міста XVIII ст.

Попри заборону короля, козаки продовжували атакувати московські міста, передусім – Калугу. 16 (26) квітня 1634 московити схопили 5-х козацьких розвідників, які проникли у місто із завданням вночі влаштувати велику пожежу. 2 тис. їхніх побратимів чекали неподалік, щоб, скориставшись пожежею, захопити фортецю. Проте план провалився через затримання диверсантів.
15 (25) травня 1634 калузький воєвода Ф. Волконський відправив у рейд проти запорожців загін сотенного голови Савєнкова. Поблизу Тихонової Пустині за 12 верст від Калуги він був розгромлений. 4 тис. козаків гнали московитів до самого міста та знову спробували захопити фортецю. Штурм тривав до вечора, але завершився для українців невдачею. 16 (26) травня 1634 вони відступили від міста.
Козацький табір у Щелканово проіснував ще майже місяць. Після підписання Поляновського миру 4 (14) червня 1634 козаки гетьмана Т. Орендаренка повернулися в Україну. Як і під час попередньої московсько-польської війни 1609 – 1618 років, ефективні рейдові дії запорожців в глибині території Московії відіграли вагому роль у схиленні ворога до якнайшвидшого укладення миру на умовах, вигідних Речі Посполитій.